# Protiara haeckeli
Protiara haeckeli är en nässeldjursart som beskrevs av Edward Hargitt 1902. Protiara haeckeli ingår i släktet Protiara och familjen Protiaridae. Inga underarter finns listade i Catalogue of Life.